# Dekanat Giżycko – św. Szczepana Męczennika
Dekanat Giżycko – św. Szczepana Męczennika – jeden z 22 dekanatów w rzymskokatolickiej diecezji ełckiej.

## Parafie
W skład dekanatu wchodzi 8 parafii:
- parafia Ducha Świętego Pocieszyciela – Giżycko
- parafia św. Maksymiliana Kolbego – Giżycko
- parafia św. Jana Kantego – Kamionki
- parafia Niepokalanego Poczęcia Najświętszej Maryi Panny – Ryn
- parafia Wniebowzięcia Najświętszej Maryi Panny – Szymonka
- parafia św. Rafała Kalinowskiego – Wilkasy
- parafia Opatrzności Bożej – Sterławki Wielkie

W lipcu 2024 z dekanatu została wyłączona Parafia św. Brunona Biskupa i Męczennika w Giżycku i włączona do dekanatu Giżycko - św. Krzysztofa.

## Sąsiednie dekanaty
Biała Piska, Giżycko – św. Krzysztofa, Kętrzyn I – Południowy Zachód (archidiec. warmińska), Kętrzyn II – Północny Wschód (archidiec. warmińska), Mikołajki, Węgorzewo, Orzysz